# 피조개 뭍에 오르다
"피조개 뭍에 오르다"는 1985년에 개봉한 대한민국의 영화이다.

## 캐스팅
- 김도연
- 박근형
- 엄유신
- 최봉
- 장혁
- 오경아
- 사미자
- 김남일
- 김운하
- 강태기
- 김하림
- 김상순
- 오영화
- 최신영
- 강계식
- 최성관
- 길달호
- 안진수
- 박종설
- 윤일주
- 전숙
- 문미봉
- 박용팔
- 장철
- 오희찬
- 강은미
- 성명순
- 김진선
- 양혜정
- 박경민
- 김민철